# Barbaarse imitatie

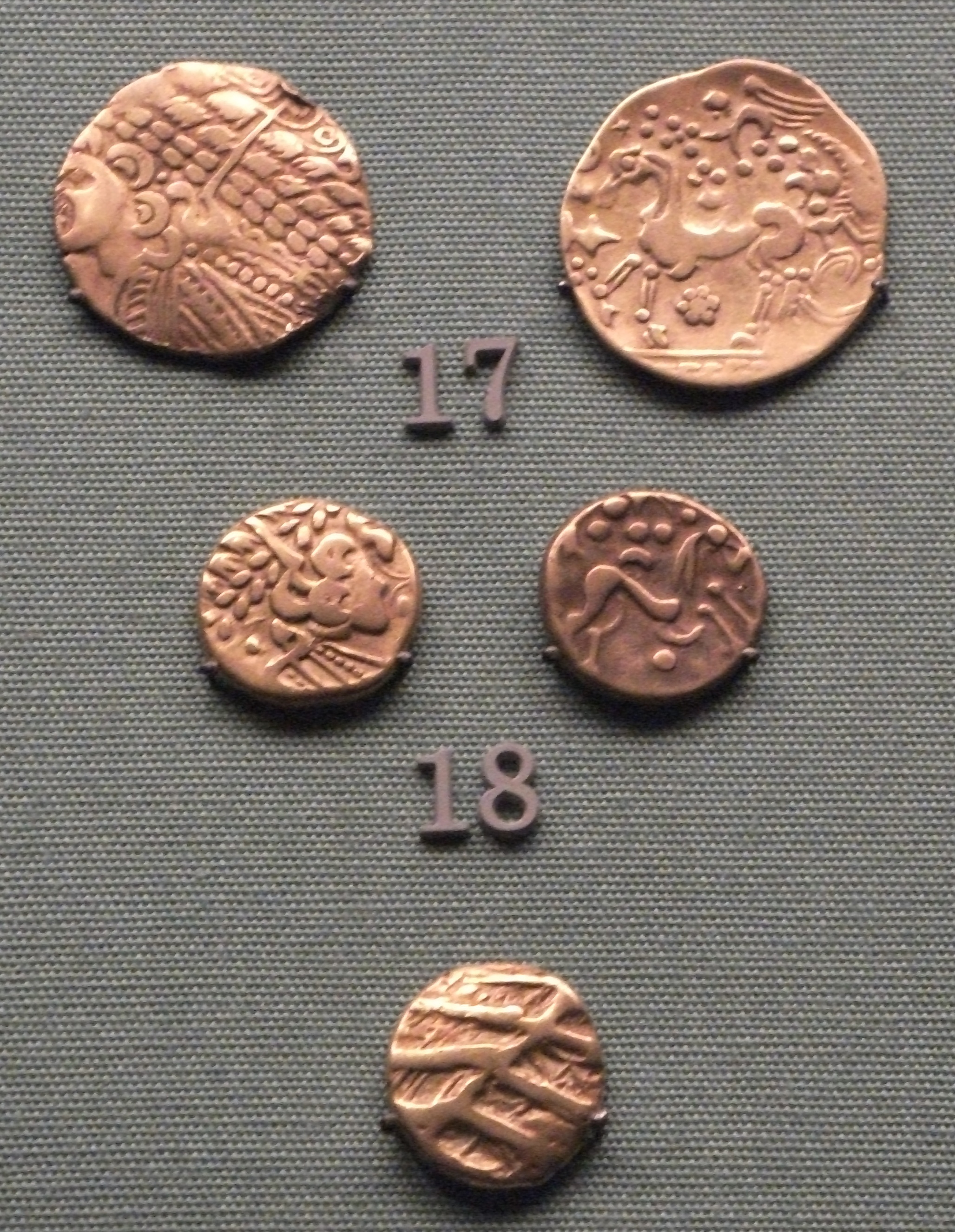
Ontwikkeling in de stijl van Keltische staters

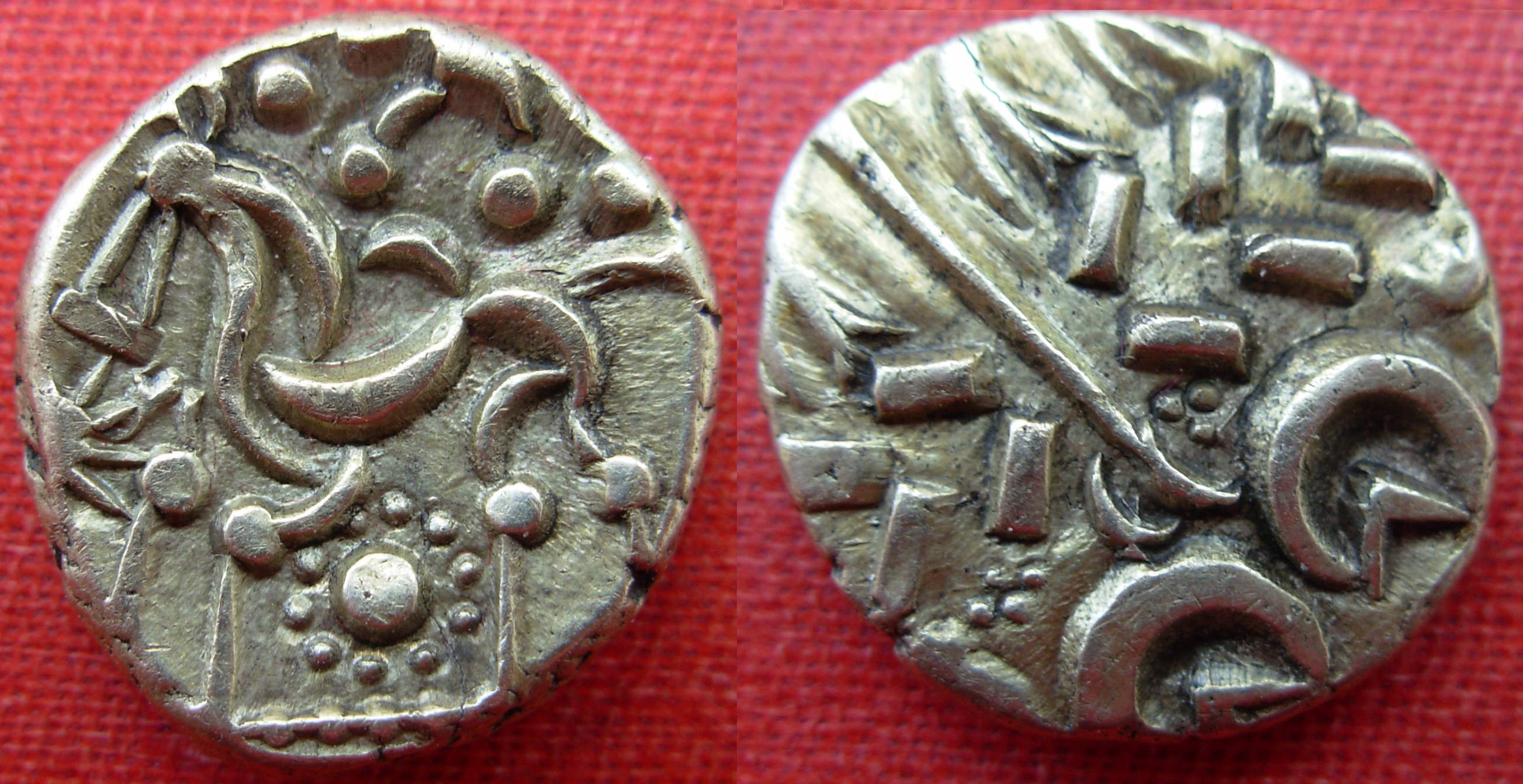
Britse stater (elektrum) van de Corieltauvi (ca. 50 v.Chr.), gevonden in het huidige Lincolnshire, een barbaarse imitatie van de tetradrachme van Philippus II van Macedonië

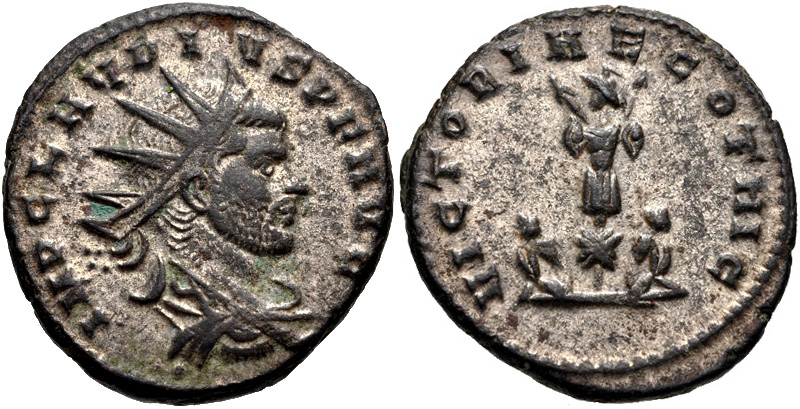
Officiële antoninianus van keizer Claudius Gothicus (268-270)

Met barbaarse imitatie wordt een aantal typen munten aangeduid uit Noordwest-Europa, waarvan de afbeelding is afgeleid van Griekse of Romeinse voorbeelden.

## Griekse typen
De eerste 'barbaarse imitaties' werden ongeveer in de 2e eeuw v.Chr. geslagen, toen Keltische stammen, zoals de Suessiones en Corieltauvi in Frankrijk en Engeland de wijdverbreide hellenistische handelsmunten begonnen te imiteren, zoals de tetradrachmen en gouden staters van Philippus II van Macedonië (359-336 v.Chr.). Aanvankelijk sloot de voorstelling op deze munten nauw aan bij de Griekse voorbeelden, maar het hoofd van Zeus en het paard op de tetradrachme werden geleidelijk steeds moeilijker herkenbaar en ontwikkelden zich in geheel eigen stijl. Ook de bekende regenboogschoteltjes zijn soms in de verte herkenbaar als 'barbaarse imitatie' van de munten van Philippus II.

## Barbaarse stralenkrans
Na de Romeinse verovering van Noord-Frankrijk, de Nederlanden en Engeland werden er ook Romeinse munten geïmiteerd. Dat gebeurde vooral tijdens de Romeinse crisis van de 3e eeuw, waarbij de antoninianus als voorbeeld diende. Deze zeer veel voorkomende munt had een nominale waarde van twee denarius en was herkenbaar aan de stralenkroon op het hoofd van de afgebeelde keizer (augustus) of caesar. Een caesar kon later augustus en dus keizer worden. Dit type 'barbaarse imitatie' wordt vaak aangeduid met de Engelse term barbarous radiate of barbaarse stralenkrans. Een naam die niet exact is. Barbaarse munt met stralenkroon is beter.
Deze munten worden over het algemeen niet gezien als vervalsingen omdat ze kleiner zijn dan de standaardmunten waren en waarschijnlijk als kleingeld dienden. Volgens oudere theorieën, bijvoorbeeld van de Engelse numismaat Philip V. Hill, zouden deze munten lang na hun prototype geproduceerd zijn. Maar recenter onderzoek toont aan dat ze al in dezelfde tijd geslagen werden.
Omdat barbaarse stralenkransen geen officiële munten waren, voldoen ze niet aan de strenge wetten van het Romeinse Keizerrijk. Een godheid of personificatie die door een attribuut herkend kan worden als bijvoorbeeld Spes ('Hoop'), kan een legende hebben die hoort bij Pietas ('Vroomheid').
De legende van barbaarse stralenkransen kan variëren van correcte kopieën van het prototype tot een reeks onleesbare, betekenisloze letters en symbolen. Kleinere muntjes hebben vaak geen ruimte voor een opschrift. Bij zeer gedegenereerde 'barbaarse imitaties' is er de tendens om een bijzondere eigenschap van het prototype te benadrukken, in dit geval de stralenkroon.
Veel imitaties zijn gevonden in het Gallo-Romeinse Keizerrijk, in 259 gesticht door de tegenkeizer (usurpator) Postumus, die zich van het Romeinse Rijk afsplitste. Hij heerste in Frankrijk, Engeland en Spanje tot 268 en werd opgevolgd door Victorinus, die tot 270 regeerde en deze door Tetricus I, die in 273 werd afgezet. Wel waren er in 269 korte opstanden door Laelius en ook Marius. In 273 kwam dit ingekrompen gebied weer binnen het Romeinse Rijk te liggen na de herovering door Aurelianus.
De meeste imitaties zijn gemaakt naar de Gallische keizer Tetricus I (augustus van 270-273) en zijn zoon Tetricus II (caesar van 270-273). De op een na meest voorkomende zijn die van Claudius II (268-270), in het bijzonder de postuum uitgegeven stukken met het altaar op de achterzijde, en Victorinus (268-270). Imitaties van Postumus' antoniniani zijn zeldzaam, maar imitaties van zijn grote bronzen (zoals de dubbele sestertius) komen relatief veel voor. Postumus regeerde van 259-268. Andere ongewone of zeldzame types in volgorde van voorkomen zijn Gallienus, Quintillus, Probus, Aurelianus en Tacitus. Al deze keizers zijn uit de 3e eeuw. Postumus is naar alle waarschijnlijkheid een  Bataaf, geboren in Diessen (Noord-Brabant) en hij is onder andere bekend van munten met de tempel van Hercules Deusoniensis. Deze stond in Deusone. Hierbij wordt gedacht aan Diessen. Deze plaats zou genoemd zijn naar de rivier de Dieze. Mogelijk werd deze in de Romeinse tijd de Deusoniensis genoemd. Een naam die zou zijn afgeleid van Keltisch voor heilige rivier. Er is een veronderstelling dat  resten van de genoemde tempel onder de St. Willibrorduskerk liggen. Een onderzoek heeft nog niet plaatsgevonden. In het Gelderse Elst liggen de resten van twee Gallo-Romaanse tempels onder de Grote of St. Maartenskerk.

## Latere ontwikkelingen
Er bestaan ook 'barbaarse imitaties' van Romeinse munten uit latere tijden. Bekend is bijvoorbeeld een imitatie van een munt (Aes IV) van keizer Constans I (337-350) die verwant is aan één uit RIC (Roman Imperial Coinage) VIII, Trier, nummer 185 (datering 347-348) met twee (gevleugelde) Victoriae (met krans en palmtak), personificaties van de overwinning, op de keerzijde en als muntteken een klimopblad. Bij de 'barbaarse muntslag' staat op de voorzijde de tweede S van Constans links van het portret. Dit komt niet voor bij de officiële munt. Het is dus een variant. De keerzijde van deze officieuze bronzen munt (14 mm) toont eveneens twee Victoriae, maar de linker mist de palmtak en de rechter de vleugels. Er staat ook het reeds genoemde klimopblad op. De keerzijde is gestyleerd en de T van Treveri is versierd. De tekst op de munt is vrijwel geheel correct. Dit alles maakt deze munt uitermate interessant.
De muntslag in Engeland en Frankrijk na het vertrek van de Romeinen ontwikkelde zich steeds verder van het Romeinse voorbeeld af, maar tot in de vroege middeleeuwen is het Romeinse voorbeeld vaak nog te herkennen. Ook deze munten vallen onder het begrip 'barbaarse imitatie'.

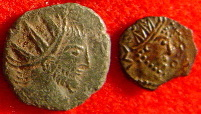
Twee verschillende barbaarse imitaties
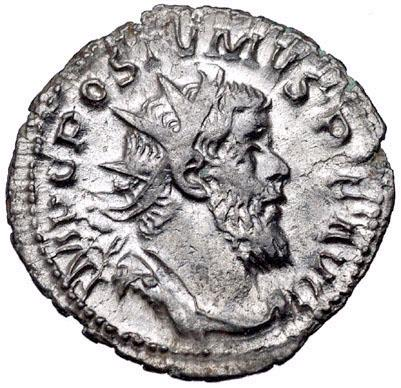
Originele antoninianus van de van afkomst Bataafse keizer Postumus
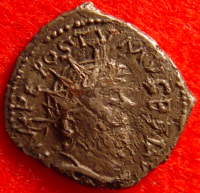
Barbaarse imitatie van Postumus, een fourrée
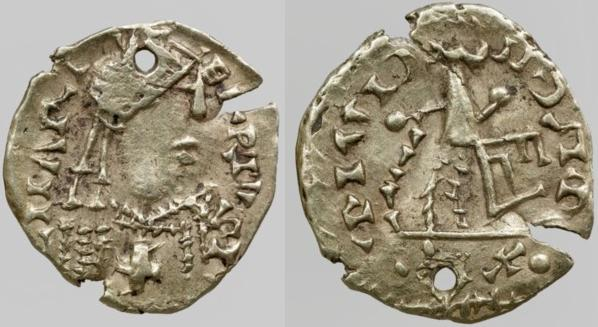
Muntje van de Frankische koning Charibert I, geslagen tussen 561 en 567
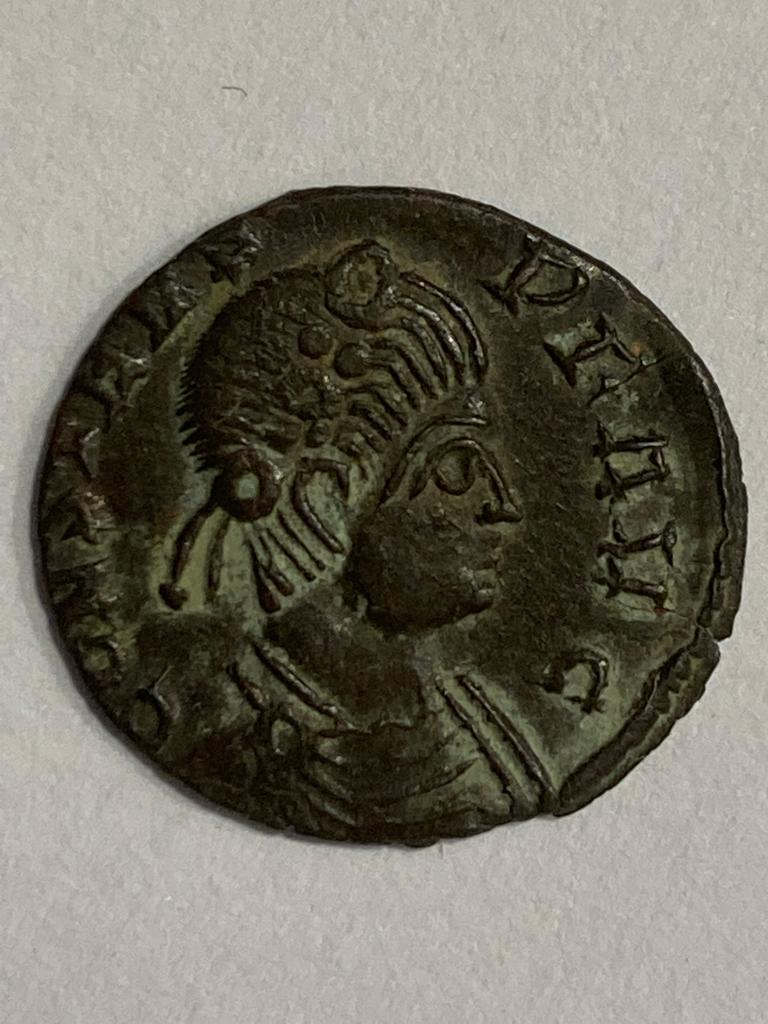
Barbaarse munt Constans I, kopzijde
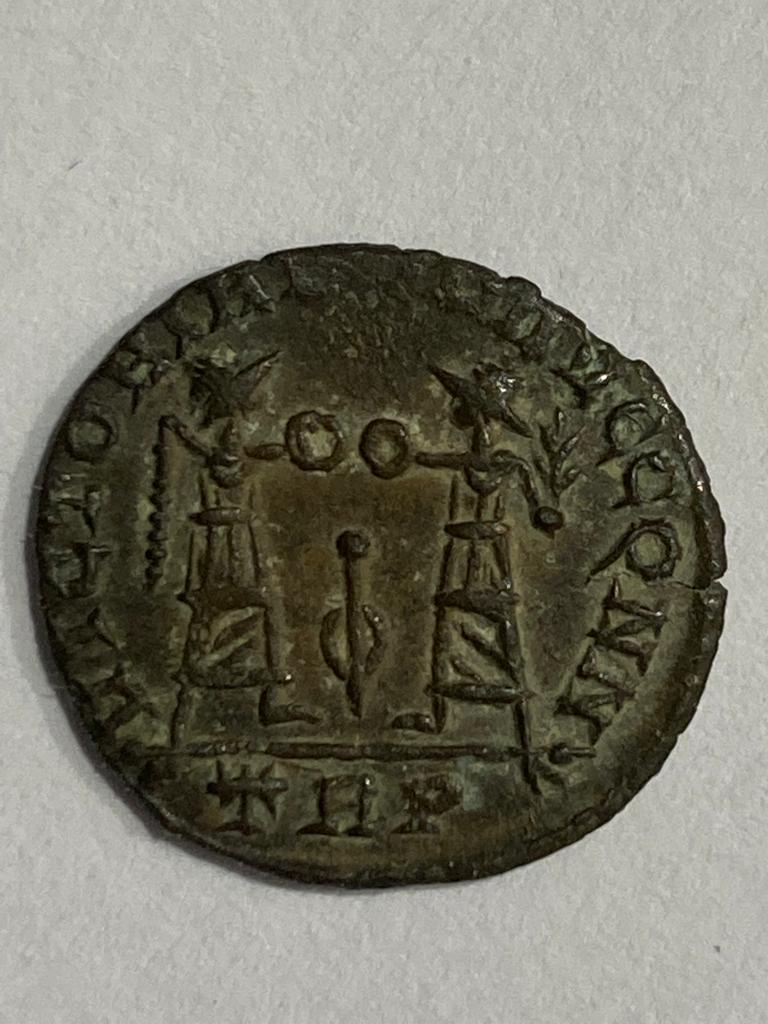
Barbaarse munt Constans I, muntzijde

## Referentie
- Numismatic Notes and Monographs number 112. "Barbarous Radiates": Imitations of Third-Century Roman Coins", 1949, by Philip V. Hill, published by the American Numismatic Society
- Roman Imperial Coinage (RIC), volume VIII, Trier, munt 185 (1981)
- Roman Coins and Their Values, David Sear (2004)
- De Antieke Wereld Vereeuwigd - Invicta Roma, A. Ritman (2016)